# Antheraea mezankooria
Antheraea mezankooria är en fjärilsart som beskrevs av Moore 1862. Antheraea mezankooria ingår i släktet Antheraea och familjen påfågelsspinnare. Inga underarter finns listade i Catalogue of Life.